# Jean-François de La Cour de Balleroy
Pour les articles homonymes, voir La Cour.
Jean François Paul Henri de La Cour, vicomte de Balleroy, né le 2 février 1726 et mort en 1802, est un officier de marine et aristocrate français des XVIIIe et XIXe siècles. Il sert dans la Marine du roi et termine au grade de chef d'escadre des armées navales. 

## Biographie

### Origines et famille
Il est le fils de Jacques-Claude-Augustin de La Cour (20 janvier 1694–20 février 1773), seigneur de Manneville, deuxième marquis de Balleroy, colonel de dragons, réformé en 1714, lieutenant des gardes du corps de la compagnie écossaise en 1728, gouverneur de Louis-Philippe, duc de Chartres, puis duc d’Orléans, en janvier 1736, son premier écuyer et lieutenant général des armées. Sa mère, Marie-Élisabeth Gouyon de Matignon, est la fille de Charles de Goyon de Matignon, Maréchal de France (1647-1729). Elle est célèbre pour ses Correspondances. Ses parents se marient le 9 juin 1720. De cette union naissent : 
1. Charles Auguste de La Cour de Balleroy (1721-1794), comte de Balleroy (sans doute nommé par le maréchal de Matignon)[réf. nécessaire], lieutenant général en 1762, commandeur de l’ordre de Saint-Louis, guillotiné avec l'un de ses frères à Paris le 23 mars 1794 ;
2. Louis-Augustin de La Cour, qui épouse une Penfeunteniou ;
3. Élisabeth-Louise-Éléonore de La Cour, qui épouse en 1754 un Pierron, marquis de Chamousset ;
4. Louise-Aimée de La Cour, qui épousa en 1752 un Boisève de La Maurouzière,
5. Jean-Paul-François de La Cour ;
6. François Auguste de La Cour de Balleroy, son frère jumeau, maréchal de camp, guillotiné à Paris le 23 mars 1794.

Jacques-Claude-Augustin est exilé à Balleroy en 1744 pour avoir pris parti
contre Madame de Chateauroux, favorite de Louis XV à Metz, pendant la maladie du roi.
Le nom de Balleroy provient de l'ancienne forest de Bur le Roy, devenue forêt de Cerisy. L'abbé de Choisy, doyen de la cathédrale de Bayeux, membre de l'Académie française, avait vendu la seigneurie de Balleroy à Françoise de Brancas, princesse d'Harcourt, mais la vente est clamée en droit de lignage par Jacques de La Cour, chevalier, seigneur de Manneville, au nom de Madeleine-Charlotte-Émilie de Caumartin, son épouse, parente de l'abbé de Choisy.
Son frère jumeau, François-Auguste de La Cour, dit « le Chevalier de Balleroy », est Brigadier des Armées du Roy en 1770, puis Colonel d’infanterie et Maréchal de camp  le 1er mars 1780. Il est guillotiné le 26 mars 1794.

### Carrière dans la Marine royale
Garde de la Marine le 27 janvier 1742, il est promu au grade de lieutenant de vaisseau le 15 mai 1756, au début de la guerre de Sept Ans. Il sert à bord du Sphinx, de 54 canons, commandé par le chevalier de Gouyon dans l'escadre des 21 vaisseaux du maréchal de Conflans, défaite à la bataille des Cardinaux. Fait chevalier de Saint-Louis le 15 janvier 1762, il est nommé commandant en second de la Compagnie de Garde de la Marine de Brest à la fin du conflit, il doit faire face à des mutineries parmi les jeunes officiers subalternes.
Il reçoit une commission de capitaine de vaisseau le 18 février 1772, et participe à la guerre d'indépendance des États-Unis. Il commande les vaisseaux l''Eveillé de 64 canons en 1779. Au printemps 1780, il commande l'Indien de 64 canons dans la flotte du comte de Guichen qui combat par trois fois la Royal Navy dans les Antilles. Le 17 avril, il est au combat de la Martinique dans l'escadre blanche,. En 1781, il commande le Magnifique. Il est élevé au rang de chef d'escadre des armées navales le 20 août 1784.

### Sources et bibliographie
- Ludovic de Contenson, La société des Cincinnati de France et la guerre d'Amérique : 1778-1783, Picard, 1934, 310 pages, [lire en ligne], p. 135